# Football Club Hellas Verona 1925-1926
Questa pagina raccoglie i dati riguardanti il Football Club Hellas Verona nelle competizioni ufficiali della stagione 1925-1926.

## Stagione
Nella stagione 1925-1926 l'Hellas Verona partecipa al girone A del campionato di Lega Pro di Prima Divisione, raccoglie 25 con il terzo posto finale, alle spalle del Bologna che ha vinto il girone A con 30 punti. Per l'ultima volta il massimo campionato si chiama Prima Divisione, dal prossimo torneo si chiamerà Divisione Nazionale, e sarà composto dalle prime otto classificate del girone A e del girone B di prima divisione, più altre squadre del Centro-Sud. Con il terzo posto l'Hellas ha centrato l'obiettivo stagionale di mantenere la categoria, negli anni movimentati delle ristrutturazioni dei campionati, che hanno portato il calcio italiano alla Serie A, alla fine del decennio attuale. La squadra scaligera allenata da Bonomi Da Monte, ha avuto in Giovanni Chiecchi il miglior marcatore stagionale, con i suoi 18 centri. Mentre lo scudetto tricolore è stato vinto dalla Juventus, al secondo titolo dopo 21 anni dal primo scudetto tricolore.

## Rosa
| N. |                     | Ruolo | Calciatore          |
| -- | ------------------- | ----- | ------------------- |
| -  | Italia (bandiera)   | P     | Severo Carra        |
| -  | Italia (bandiera)   | P     | Costantino Dal Maso |
| -  | Italia (bandiera)   | P     | Bruno Morra         |
| -  | Italia (bandiera)   | P     | Aldino Rossetti     |
| -  | Ungheria (bandiera) | D     | Mihály Balacics     |
| -  | Italia (bandiera)   | D     | Giulio Carra        |
| -  | Italia (bandiera)   | D     | Renato Castiglioni  |
| -  | Italia (bandiera)   | D     | Chittini            |
| -  | Italia (bandiera)   | D     | Mariano             |
| -  | Italia (bandiera)   | D     | Bonifacio Zuppini   |
| -  | Italia (bandiera)   | C     | Guido Bosio         |

| N. |                     | Ruolo | Calciatore        |
| -- | ------------------- | ----- | ----------------- |
| -  | Italia (bandiera)   | C     | Dino Cavalleri    |
| -  | Italia (bandiera)   | C     | Castoldi          |
| -  | Ungheria (bandiera) | C     | Aleksandar Peics  |
| -  | Italia (bandiera)   | C     | Tullio Zanardi    |
| -  | Italia (bandiera)   | A     | Luigi Bolla       |
| -  | Italia (bandiera)   | A     | Egidio Chiecchi   |
| -  | Italia (bandiera)   | A     | Giovanni Chiecchi |
| -  | Italia (bandiera)   | A     | Amedeo Corsi      |
| -  | Italia (bandiera)   | A     | Arnaldo Morandi   |
| -  | Brasile (bandiera)  | A     | Arnaldo Porta     |
| -  | Italia (bandiera)   | A     | Almerigo Recchia  |

## Risultati

### Prima Divisione

#### Girone A

##### Girone di andata
| Arbitro: | Palestra (Pavia) |

|                                                                      |           |  |
| G. Della Valle 8’, 37’ Schiavio 32’, 81’ Pozzi 38’, 51’ Muzzioli 72’ | Marcatori |  |

| Arbitro: | Dani (Genova) |

|                                                         |           |                           |
| Janni 17’, 28’ Libonatti 42’, 90’ (rig.) Baloncieri 71’ | Marcatori | 27’ G. Chiecchi 40’ Bolla |

| Arbitro: | Pinasco (Sestri Ponente) |

|                        |           |                             |
| Giuliani 17’, 30’, 73’ | Marcatori | 24’ Recchia 57’ G. Chiecchi |

| Arbitro: | Turbiani (Ferrara) |

|                                                |           |  |
| G. Chiecchi 21’, 70’ Bolla 64’ E. Chiecchi 85’ | Marcatori |  |

| Arbitro: | Sguerso (Savona) |

|                                           |           |                               |
| L. Cevenini 2’ Giustacchini 53’ Weisz 90’ | Marcatori | 8’, 31’ Porta 15’ G. Chiecchi |

| Arbitro: | Mattea (Torino) |

|                                                  |           |          |
| Morandi 15’ E. Chiecchi 21’ Castiglioni 51’, 73’ | Marcatori | 70’ Tosi |

| Arbitro: | Vedda (Vercelli) |

|               |           |                                  |
| Colombari 72’ | Marcatori | 20’, 23’ E. Chiecchi 28’ Recchia |

| Arbitro: | Petariny (Trieste) |

|                               |           |                             |
| Porta 46’ Balacics 63’ (rig.) | Marcatori | 15’ Carrera 42’ R. D'Aquino |

| Arbitro: | Biagini (Alessandria) |

|                               |           |                             |
| B. Poggi 36’, 89’ Fontana 63’ | Marcatori | 52’ G. Chiecchi 60’ Morandi |

| Arbitro: | Asei Conte (Vercelli) |

|  |           |                                  |
|  | Marcatori | 19’ Manzotti 32’ It. Breviglieri |

| Arbitro: | Bonello (Venezia) |

|                                                           |           |                                            |
| Balacics 18’ D. Cavalleri 42’ (rig.) E. Chiecchi 60’, 66’ | Marcatori | 29’ Coppo 44’ (rig.) Migliavacca 68’ Gabba |

##### Girone di ritorno
| Arbitro: | Minoli (Torino) |

|                     |           |                         |
| E. Chiecchi 4’, 21’ | Marcatori | 44’, 82’ G. Della Valle |

| Arbitro: | De Rentiis (Trieste) |

|                 |           |               |
| E. Chiecchi 46’ | Marcatori | 80’ D. Martin |

| Arbitro: | Bortoletti (Venezia) |

|                                               |           |                                   |
| G. Chiecchi 5’, 64’ Porta 36’ E. Chiecchi 46’ | Marcatori | 50’ Bonardi 59’ (rig.) Bissolotti |

| Arbitro: | Pozzi (Monza) |

|                        |           |                                      |
| Tosolini 41’, 66’, 69’ | Marcatori | 17’, 55’ E. Chiecchi 32’ G. Chiecchi |

| Arbitro: | Biagini (Alessandria) |

|           |           |  |
| Peics 42’ | Marcatori |  |

| Arbitro: | De Renzis (Genova) |

|          |           |                               |
| Tosi 71’ | Marcatori | 1’, 75’ G. Chiecchi 57’ Porta |

| Arbitro: | Guerrina (Alessandria) |

|                                                                        |           |                   |
| Recchia 15’, 27’ G. Chiecchi 28’, 56’ Morandi 35’ E. Chiecchi 78’, 87’ | Marcatori | 75’ (rig.) Bracci |

| Arbitro: | Pozzi (Monza) |

|             |           |                      |
| Marucco 18’ | Marcatori | 25’, 49’ G. Chiecchi |

| Arbitro: | Montessoro (Milano) |

|                                                                    |           |                |
| Balacics 24’ (rig.) E. Chiecchi 55’ Porta 63’ G. Chiecchi 67’, 81’ | Marcatori | 36’ M. Viviani |

| Arbitro: | De Renzis (Genova) |

|                                |           |                             |
| Silingardi 17’, 30’ Olvedi 73’ | Marcatori | 47’ G. Chiecchi 68’ Morandi |

| Arbitro: | Vagge (Genova) |

|                           |           |                          |
| Gabba 55’, 75’ Mattea 65’ | Marcatori | 2’ Porta 20’ E. Chiecchi |

## Statistiche

### Statistiche di squadra
| Competizione               | Punti | In casa | In casa | In casa | In casa | In casa | In casa | In trasferta | In trasferta | In trasferta | In trasferta | In trasferta | In trasferta | Totale | Totale | Totale | Totale | Totale | Totale | DR  |
| Competizione               | Punti | G       | V       | N       | P       | Gf      | Gs      | G            | V            | N            | P            | Gf           | Gs           | G      | V      | N      | P      | Gf     | Gs     | DR  |
| -------------------------- | ----- | ------- | ------- | ------- | ------- | ------- | ------- | ------------ | ------------ | ------------ | ------------ | ------------ | ------------ | ------ | ------ | ------ | ------ | ------ | ------ | --- |
| Prima Divisione - girone A | 25    | 11      | 7       | 3       | 1       | 34      | 15      | 11           | 3            | 2            | 6            | 24           | 33           | 22     | 10     | 5      | 7      | 58     | 48     | +10 |

### Statistiche dei giocatori
| Giocatore         | Prima Divisione | Prima Divisione |
| Giocatore         | Presenze        | Reti            |
| ----------------- | --------------- | --------------- |
| M. Balacics       | 19              | 3               |
| L. Bolla          | 3               | 2               |
| G. Bosio          | 22              | 0               |
| S. Carra (I)      | 5               | -17             |
| G. Carra (II)     | 1               | 0               |
| R. Castiglioni    | 3               | 2               |
| Castoldi          | 1               | 0               |
| D. Cavalleri (II) | 22              | 1               |
| E. Chiecchi (II)  | 22              | 16              |
| G. Chiecchi (III) | 20              | 18              |
| Chittini          | 1               | 0               |
| A. Corsi          | 3               | 0               |
| C. Dal Maso       | 1               | -1              |
| Mariano           | 1               | 0               |
| A. Morandi        | 17              | 4               |
| B. Morra          | 7               | -10             |
| A. Peics          | 21              | 1               |
| A. Porta          | 21              | 7               |
| A. Recchia        | 21              | 4               |
| A. Rossetti       | 9               | -20             |
| T. Zanardi        | 1               | 0               |
| B. Zuppini        | 21              | 0               |